# سوسن البتراء
سوسن البتراء (ويسمى خطأ عند العامة بالسوسن الأسود) (باللاتينية: Iris petrana) هو أحد أنواع السوسن من الفصيلة السوسنية.

## الموئل والانتشار
ينتشر في أقصى جنوب بلاد الشام.

## الوصف النباتي
لون الزهرة أسود. يزهر النبات في مجموعات من حوالي 20 زهرة.